# Himitsu no Akko-chan
«Секрет Акко-тян» (яп. ひみつのアッコちゃん Химицу но Акко-тян) — одно из первых махо-сёдзё манга и аниме, что были выпущены в Японии в 1960-х. Himitsu no Akko-chan определила основные стереотипы жанра.
Манга была придумала и нарисована Фудзио Акацукой, и публиковалась в Ribon в период с 1962 по 1965 год. Оригинальное аниме, состоящее 97 серий, было показано с 1969 по 1970 год.

## Сюжет
Ацуко «Акко-тян» Кагами (Каролин, Стилли, или Джулия в западных переводах) — энергичная девочка, которая любит смотреться в зеркало. Однажды её любимое зеркало, которое было подарено её маме, разбилось. Акко-тян решает закопать его во дворе своего дома, а не бросать в мусорную корзину. Во сне к ней приходит дух, который был рад, что девочка относится с уважением к зеркалам, а не просто выбрасывает, поэтому Акко-тян получает в дар волшебное зеркало и обучается чарам, которые позволят ей превратиться в то, что она хочет.